# Groupe d'Alliance 90/Les Verts au Bundestag

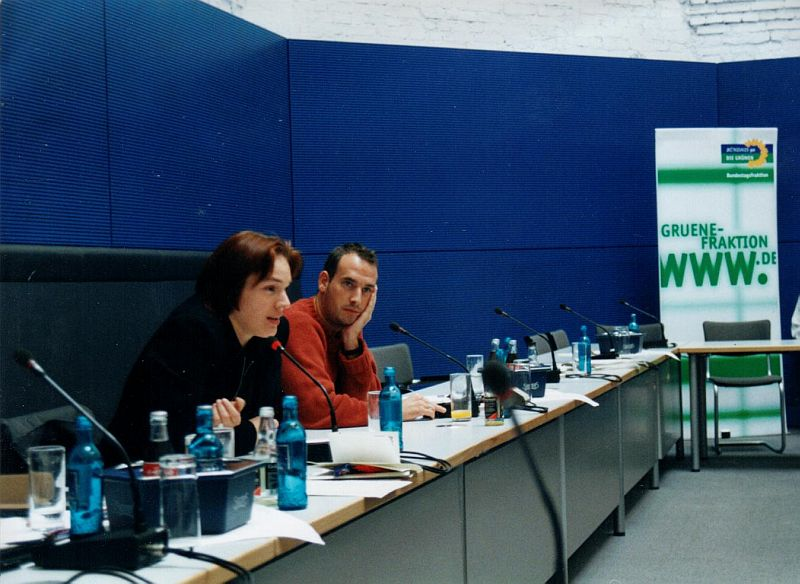
Salle de réunion du groupe d’Alliance 90 / Les Verts au palais du Reichstag, avec les parlementaires Grietje Bettin et Christian Simmert.

Le groupe d’Alliance 90 / Les Verts au Bundestag (Bundestagsfraktion Bündnis 90/Die Grünen) est le groupe parlementaire rassemblant les députés au Deutscher Bundestag membres d’Alliance 90 / Les Verts. Il compte 85 parlementaires dans la 21e législature.
Il existe depuis 1994 et prend la suite du groupe vert au Bundestag des 10e et 11e législature (1983–1990) et du groupement d’Alliance 90 au Bundestag de la 12e législature (1990–1994).

## Histoire
Les Verts entrent au Bundestag après les élections de 1983. Contrairement aux autres groupes, celui des Verts n’a pas de président, mais trois porte-paroles (Fraktionssprechern) sans prééminence et élus pour un an.
Lors des élections de 1990, Les Verts obtiennent moins de 5 % des deuxièmes voix et ne peuvent entrer au Bundestag. Alliance 90 reçoit 6 % des voix dans les nouveaux Länder et fait ainsi élire huit députés, qui ne peuvent constituer qu’un groupement.
Alliance 90 / Les Verts, le parti issu de la fusion des deux formations, peut de nouveau former un groupe parlementaire après les élections de 1994. Depuis, le groupe a deux porte-paroles élus pour la durée de la législature.

## Liste des porte-paroles et présidents
| Dates du mandat                                              | Nom                                        |
| ------------------------------------------------------------ | ------------------------------------------ |
| Porte-paroles du groupe vert (1983–1990)                     |                                            |
| 1983–1984                                                    | Marieluise Beck-Oberdorf                   |
| 1983–1984                                                    | Petra Kelly                                |
| 1983–1984                                                    | Otto Schily                                |
| 1984–1985                                                    | Annemarie Borgmann                         |
| 1984–1985                                                    | Waltraud Schoppe                           |
| 1984–1985                                                    | Antje Vollmer                              |
| 1985–1986                                                    | Sabine Bard                                |
| 1985–1986                                                    | Hannegret Hönes                            |
| 1985–1986                                                    | Christian Schmidt                          |
| 1986–1987                                                    | Annemarie Borgmann                         |
| 1986–1987                                                    | Hannegret Hönes                            |
| 1986–1987                                                    | Ludger Volmer (jusqu’au 06/09/1986)        |
| 1986–1987                                                    | Willi Hoss (à partir du 06/09/1986)        |
| 1987–1988                                                    | Thomas Ebermann                            |
| 1987–1988                                                    | Bärbel Rust                                |
| 1987–1988                                                    | Waltraud Schoppe                           |
| 1988–1989                                                    | Helmut Lippelt                             |
| 1988–1989                                                    | Regula Schmidt-Bott                        |
| 1988–1989                                                    | Christa Vennegerts                         |
| 1989–1990                                                    | Helmut Lippelt                             |
| 1989–1990                                                    | Jutta Oesterle-Schwerin                    |
| 1989–1990                                                    | Antje Vollmer                              |
| 1990                                                         | Willi Hoss                                 |
| 1990                                                         | Antje Vollmer                              |
| 1990                                                         | Waltraud Schoppe (jusqu’en juin 1990)      |
| 1990                                                         | Marianne Birthler (à partir du 03/10/1990) |
| Porte-parole du groupement d'Alliance 90 (1990–1994)         |                                            |
| 1990–1994                                                    | Werner Schulz                              |
| Présidents du groupe d'Alliance 90 / Les Verts (depuis 1995) |                                            |
| 1994–1998                                                    | Joschka Fischer                            |
| 1994–1998                                                    | Kerstin Müller                             |
| 1998–2002                                                    | Kerstin Müller                             |
| 1998–2002                                                    | Rezzo Schlauch                             |
| 2002–2005                                                    | Krista Sager                               |
| 2002–2005                                                    | Katrin Göring-Eckardt                      |
| 2005-2009                                                    | Renate Künast                              |
| 2005-2009                                                    | Fritz Kuhn                                 |
| 2009-2013                                                    | Renate Künast                              |
| 2009-2013                                                    | Jürgen Trittin                             |
| 2013-2021                                                    | Katrin Göring-Eckardt                      |
| 2013-2021                                                    | Anton Hofreiter                            |
| 2021-                                                        | Katharina Dröge Britta Haßelmann           |

## Ressources

### Origine du texte
- (de) Cet article est partiellement ou en totalité issu de l’article de Wikipédia en allemand intitulé « Bündnis 90/Die Grünen » (voir la liste des auteurs).